# 背外側前頭前野
背外側前頭前野（はいがいそくぜんとうぜんや、The dorsolateral prefrontal cortex, DLPFC または DL-PFC）は、霊長類の脳の前頭前皮質にある領域である。
ヒトの脳の中で最も新しく派生した部位のひとつである。

## 解説
背外側前頭前野は成熟期が長く、成人期まで続く。解剖学的構造ではなく、機能的構造である。
ヒトの中前頭回（すなわち、ブロドマン野（BA）9と46の外側部分）にある。マカクザルでは、主溝周辺（つまりブロドマン野46）にある。他の資料では、背外側前頭前野は解剖学的にBA9と46、BA8、9、10に帰属すると考えられている。
背外側前頭前野は眼窩前頭皮質だけでなく、視床、大脳基底核の一部（特に背側尾状核）、海馬、新皮質の一次および二次連合野（後側頭、頭頂、後頭部を含む）とつながっている。また、刺激とどのように相互作用するかに関係する、背側経路の終点でもある。
その重要な機能は、ワーキングメモリ、認知的柔軟性、計画、抑制、抽象的推論などの実行機能である。しかし、背外側前頭前野は実行機能だけを担っているわけではない。すべての複雑な精神活動には、背外側前頭前野とつながっている皮質および皮質下回路がさらに必要である。また、運動計画、組織化、調節に関与する最高皮質領域でもある。

## 構造
背外側前頭前野は空間選択性ニューロンで構成されているため、感覚入力、短期記憶への保持、運動シグナル伝達など、統合された反応を行うために必要な、下位機能全体を包含する神経回路を持っている。歴史的に、背外側前頭前野は上側頭葉皮質、後頭頂皮質、前帯状皮質、後帯状皮質、運動前野、後頭葉皮質、新小脳とのつながりによって定義されてきた。これらの接続により、背外側前頭前野はこれらの領域の活動を制御し、またこれらの領域から情報を受け取り、制御される。

## 機能

### 主要な機能
前述の通り、背外側前頭前野は実行機能に関与していることで知られており、実行機能とは、ワーキングメモリ、認知的柔軟性、計画などの認知過程の管理を総称したものである。
背外側前頭前野の研究では、A-not-B課題、遅延反応課題、物体検索課題など、いくつかの課題が非常に注目されている。背外側前頭前野と最も強く関連する行動課題は、A-not-B課題と遅延反応課題を組み合わせたもので、被験者が一定の遅延の後に、隠された物体を見つけなければならない。この課題では、背外側前頭前野の機能のひとつと考えられている、頭の中に情報を保持すること（ワーキングメモリ）が必要である。
ワーキングメモリにおける背外側前頭前野の重要性は、成体のマカク (サルの一種) を使った研究によって強化された。背外側前頭前野を破壊する病変は、マカクのA-not-B/遅延反応課題の遂行を妨害したが、他の脳部位への病変はこの課題の遂行を損なわなかった。
背外側前頭前野は、単一項目の記憶には必要ない。したがって、背外側前頭前野の損傷は認識記憶を損なわない。しかし、2つの項目を記憶から比較しなければならない場合は、背外側前頭前野の関与が必要となる。
背外側前頭前野を損傷した人は、2枚の絵から選ぶ機会を与えられても、しばらくすると、見た絵を識別できなくなる。さらに、これらの被験者は、ウィスコンシン・カード並べ替えテストでも、現在正しいルールを見失い、以前正しいルールでカードを整理し続けるため、失敗する。
さらに、背外側前頭前野は覚醒時の思考と現実テストを扱うため、眠っているときには活性化しない。同様に、背外側前頭前野は意欲、注意、動機づけの機能障害に最も頻繁に関係している。背外側前頭前野に軽度の損傷を受けた患者は、周囲の環境に無関心を示し、言語や行動における自発性を奪われる。また、自分が知っている人や出来事に対する注意力が通常より低下することもある。この部位の損傷は、自分のため、あるいは他人のために何かをしようという意欲の欠如にもつながる。

### 決断
背外側前頭前野は、危険な意思決定にも道徳的な意思決定にも関与しており、限られた資源をどのように配分するかといった、道徳的な意思決定をしなければならないとき、背外側前頭前野は活性化する。この領域は、選択肢のコストと便益に関心があるときにも活性化する。同様に、代替案を選択する選択肢があるとき、背外側前頭前野は最も公平な選択肢への選好を喚起し、個人的利益を最大化しようとする誘惑を抑制する。

### ワーキングメモリ
ワーキングメモリとは、複数の一時的な情報を能動的に頭の中に保持し、それらを操作できるようにするシステムである。背外側前頭前野はワーキングメモリの作業にとって重要であり、この部位の活動が低下すると、ワーキングメモリタスクの成績が低下する。しかし、脳の他の領域もワーキングメモリに関与している。
背外側前頭前野についての継続した議論には、ある種のワーキングメモリ、すなわち、アイテムを監視し操作するための計算メカニズムに特化しているのか、あるいは、ある種のコンテンツ、すなわち、空間領域内の座標を精神的に表現することを可能にする視空間情報を持っているのか、というものがある。
また、言語性ワーキングメモリと空間性ワーキングメモリにおける背外側前頭前野の機能は、それぞれ左半球と右半球に側方化しているという指摘もある。スミス、ジョニデス、ケッペ (1996) は、言語性ワーキングメモリと視覚性ワーキングメモリにおける背外側前頭前野の側方活性化を観察した。
言語性ワーキングメモリー課題では主に左背外側前頭前野が、視覚性ワーキングメモリー課題では主に右背外側前頭前野が活性化した。
マーフィーら（1998）も、言語性ワーキングメモリー課題では左右の背外側前頭前野が活性化するのに対し、空間性ワーキングメモリー課題では主に左の背外側前頭前野が活性化することを発見した。
ロイター・ローレンツら（2000）は、背外側前頭前野の活性化は、若年成人では言語性ワーキングメモリと空間性ワーキングメモリの顕著な側方化を示したが、高齢者ではこの側方化はあまり目立たなかった。この側方化の減少は、加齢に伴う神経細胞の減少を補うために、反対側の半球から神経細胞が動員されるためではないかと提唱された。

## 二次的機能
背外側前頭前野は欺瞞や嘘をつく行為にも関与している可能性があり、真実を語る正常な傾向を阻害すると考えられている。また、背外側前頭前野にTMSを用いると、嘘をついたり真実を伝えたりする能力が阻害されることが研究で示唆されている。
さらに、背外側前頭前野は葛藤によって誘発される行動適応にも、関与している可能性が示唆されている。これは、色インクで印刷された色の名前を被験者に見せ、そのインクの色をできるだけ早く言うように指示する、ストループテストで検証されている。
インクの色が印刷された色の名前と一致しない場合、葛藤が生じる。この実験中、被験者の脳活動を追跡したところ、背外側前頭前野の活動が顕著であった。背外側前頭前野の活性化は行動成績と相関しており、この領域が葛藤を解決するためのタスクの高い要求を維持し、理論的にはコントロールする役割を担っていることを示唆している。
背外側前頭前野は人間の知能とも関連しているかもしれない。しかし、背外側前頭前野と人間の知能の間に相関が見つかっても、人間の知能がすべて背外側前頭前野の機能であるとは限らない。言い換えれば、この領域は、より広いスケールでの一般的な知性だけでなく、非常に特殊な役割にも帰着する可能性があるが、すべての役割に帰着するわけではない。例えば、PETやfMRIなどの画像研究を用いると、背外側前頭前野は演繹的推論（deductive, syllogistic reasoning）に関与していることがわかる。具体的には、五段論法的推論を必要とする活動に関与する場合、左背外側前頭前野が特に一貫して活性化する。
背外側前頭前野は脅威を誘発する不安にも関与している可能性がある。ある実験では、参加者に行動的に抑制されているか否かを評価させた。行動的に抑制されていると評価した人は、さらに右後方の背外側前頭前野の緊張性（安静時）活動が大きかった。このような活動は脳波（EEG）記録によって見ることができる。行動抑制的な人は、特に脅威的な状況に直面したとき、ストレスや不安の感情を経験しやすい。一説によると、現在警戒している結果、不安感受性が高まる可能性がある。この説の根拠として、個人が警戒を経験しているときに背外側前頭前野が活動していることを示す神経画像研究がある。より具体的には、脅威によって誘発される不安は、不確実性につながる問題解決における欠陥とも関連している可能性があると理論化されている。個人が不確実性を経験すると、背外側前頭前野の活動が亢進する。言い換えれば、このような活動は脅威誘発性不安にさかのぼることができる。

### 社会的認知
前頭前葉の中で背外側前頭前野は、社会的行動に最も直接的な影響は与えないが、社会的認知に明晰さと組織性を与えているようだ。背外側前頭前野は、例えば複雑な社会的状況に対処するときなど、その主な専門である実行機能の作動を通して、社会的機能に貢献しているようである。背外側前頭前野の役割が研究されている社会的領域は、特に、社会的視点、他者の意図の推測、心の理論、利己的行動の抑制、人間関係におけるコミットメントなどである。

### 神経伝達物質との関係
背外側前頭前野は長い成熟変化を遂げるが、背外側前頭前野が認知を早期に進歩させたとされる変化のひとつは、背外側前頭前野の神経伝達物質ドーパミンのレベルが上昇することである。
成体オマキザルのドーパミン受容体をブロックした研究では、サルはA-not-B課題において、まるで背外側前頭前野を完全に取り除いたかのような欠損を示した。マカクに背外側前頭前野のドーパミンレベルを低下させるMPTPを注射しても、同様の状況が見られた。皮質下領域におけるコリン作動性作用の関与に関する生理学的研究はまだないが、行動学的研究から、神経伝達物質アセチルコリンが背外側前頭前野のワーキングメモリ機能に不可欠であることが示されている。

## 臨床上の意義

### 統合失調症
統合失調症は部分的には前頭葉の活動不足に起因しているかもしれない。統合失調症はまた、前頭葉のドーパミン神経伝達物質の欠乏にも関係している。うつ病と診断された患者では、ワーキングメモリ関連の作業中に背外側前頭前野の異常な活性化がみられないことから、背外側前頭前野の機能障害は統合失調症患者の中でも特異なものである。ワーキングメモリは背外側前頭前野の安定性と機能性に依存しているため、背外側前頭前野の活性化が低下すると、統合失調症患者はワーキングメモリを含む課題の成績が悪くなる。このようなパフォーマンスの低下は、ワーキングメモリに正常患者よりも大きな容量制限が加わる一因となっている。

### うつ病
大脳辺縁系などの脳の領域とともに、背外側前頭前皮質は大うつ病性障害（MDD）に深く関わっている。背外側前頭前野は、抑圧段階において感情レベルでうつ病に関与しているため、うつ病に寄与している可能性がある。ワーキングメモリタスクは背外側前頭前野を正常に活性化するようであるが、灰白質容積の減少がその活性低下に相関している。背外側前頭前野はまた、うつ病との機能において、内側前頭前野と関係があるかもしれない。これは、背外側前頭前野の認知機能が情動にも関与し、左腹内側前頭前野 (ventromedial prefrontal cortex, vmPFC) の情動作用が自己認識や自己反省にも関与するためと考えられる。背外側前頭前野の損傷や病変は、うつ症状の発現を増加させることもある。

### ストレス
強いストレスにさらされることも、背外側前頭前野の損傷に関係している可能性がある。具体的には、急性ストレスは、ワーキングメモリとして知られる高次認知機能に悪影響を及ぼす。
ある実験で、研究者らは機能的磁気共鳴画像法（fMRI）を用いて、ストレス環境下で課題に参加した健常者の神経活動を記録した。ストレスが被験者にうまく影響した場合、被験者の神経活動は、背外側前頭前野におけるワーキングメモリ関連の活動の低下を示した。これらの知見は、ストレスと背外側前頭前野の重要性を示すだけでなく、背外側前頭前野が他の精神疾患においても、ある役割を果たしている可能性を示唆している。例えば、心的外傷後ストレス障害（PTSD）患者では、右背外側前頭前野反復経頭蓋磁気刺激（rTMS）を周波数10Hzで毎日行ったところ、より効果的な治療結果が得られた。

### 薬物使用
薬物使用障害（SUD）は、背外側前頭前野の機能障害と相関する可能性がある。レクリエーションで薬物を使用する人は、危険な行動が増加することが示されており、おそらく背外側前頭前野の機能障害と相関している。レクリエーションで薬物を使用する人の背外側前頭前野の実行制御機能は、前帯状皮質や島皮質などの危険因子領域との関連が弱まっている可能性がある。このようなつながりの弱まりは、背外側前頭前野と島皮質が断絶したまま危険な決断をし続けた患者のような健常者でも見られる。背外側前頭前野の損傷は、無責任さと抑制からの解放をもたらし、薬物の使用は、大胆な活動に従事する意欲やひらめきという、同じ反応を呼び起こす可能性がある。

### アルコール
アルコールは前頭前皮質に機能障害をもたらす。前帯状皮質は、背外側前頭前野のエグゼクティブ・ネットワークへの情報処理を通じて、不適切な行動を抑制するように働くが、前述のように、このコミュニケーションの障害は、こうした行動を引き起こす可能性がある。ケンブリッジ・リスク課題として知られる課題では、薬物使用障害の参加者は背外側前頭前野の活性化が低いことが示されている。特にアルコール依存症に関連したテストでは、『運命の輪』(Wheel of Fortune, WOF）と呼ばれる課題で、アルコール依存症の家族歴がある青年は背外側前頭前野の活性化が低かった。家族にアルコール依存症の病歴がない青年は、同じような活性の低下を示さなかった。